# ラシャ・グジェジアニ
ラシャ・グジェジアニ（Lasha Gujejiani、 1985年8月12日-) は、ジョージア出身の柔道選手。100kg超級の選手。身長184cm。体重136kg。

## 人物
2004年の世界ジュニアでは優勝を飾った。2005年の世界選手権では3回戦で棟田康幸に袈裟固で敗れたものの、敗者復活戦を勝ち上がって3位となった。2006年のワールドカップ団体戦ではグルジアチームの優勝に貢献した。2007年の世界選手権では3回戦でロシアのタメルラン・トメノフに浮固で敗れたが、敗者復活戦を勝ち上がって再び3位となった。翌年の北京オリンピックでは準決勝で石井慧に上四方固で敗れると、3位決定戦でもフランスのテディ・リネールに袈裟固で敗れて5位にとどまった。その後の世界団体では、グルジアチームの2連覇に貢献することとなった。

## 主な戦績
(階級表記のない大会は全て95kg超級及び100kg超級での成績)
- 2003年 - グルジア国際　2位
- 2003年 - ヨーロッパU23柔道選手権大会　2位
- 2003年 - ヨーロッパジュニア　優勝
- 2004年 - フランス国際　3位
- 2004年 - チェコ国際　2位
- 2004年 - グルジア国際　3位
- 2004年 - ヨーロッパジュニア　2位
- 2004年 - 世界ジュニア　優勝
- 2005年 - グルジア国際　2位
- 2005年 - チェコ国際　2位
- 2005年 - 世界選手権　3位
- 2005年 - ヨーロッパU23柔道選手権大会　優勝
- 2006年 - グルジア国際　3位
- 2006年 - ワールドカップ団体戦　優勝
- 2007年 - ドイツ国際　3位
- 2007年 - ヨーロッパ選手権　2位
- 2007年 - 世界選手権　3位
- 2008年 - 北京オリンピック　5位
- 2008年 - 世界団体　優勝
- 2009年 - ワールドカップ・トビリシ　2位
- 2009年 - ワールドカップ・バクー　優勝
- 2010年 - グランプリ・デュッセルドルフ　5位
- 2010年 - グランプリ・チュニス　5位
- 2010年 - 世界選手権　7位